# Fermoy
Fermoy (em irlandês: Mainistir Fhear Maí - Monastério da Planície Bem-Vinda) é uma cidade localizada ao norte do condado de Cork, na Irlanda. A cidade tem uma população total de 5800 habitantes, e está situada às margens do rio Blackwater (em irlandês: An Abhainn Mhór - Rio Grande).
O nome da cidade remete a uma abadia cisterciense fundada no século XII e a uma vau formada pelo rio Blackwater.